# Батюшков Василь Миколайович
Васи́ль Ми́колайович Ба́тюшков (6 [18] січня 1894, Самара, нині Російська Федерація — 17 січня 1981, Київ) — український живописець. Член Спілки художників України (від 1957 року).

## Життєпис

### Родовід
Василь Батюшков походив із старовинного російського дворянського роду, до якого належали поет Костянтин Батюшков та історик Помпей Батюшков (був їх близьким родичем).
Батько майбутнього художника — Микола Дмитрович Батюшков (1855 — 1916) — був економістом, членом-оцінювачем Таврійського, а від 1887 року — Самарського відділень Дворянського банку. 1889 року він видав дослідження «Зв'язок економічних явищ із законами енергії», де доводив, що в суспільному виробництві головну увагу треба звертати не на розподіл, а на розвиток продуктивності праці, оскільки тільки тоді можливе значне підвищення заробітної плати, причому одночасно зростатимуть і частка капіталіста, і національне багатство . Микола Дмитрович був старшиною Самарського біржового комітету.
Мати — Надія Василівна (померла 1924 року) — рідна сестра відомого громадського діяча, підприємця з Пермі Миколи Васильовича Мешкова. Була членом дамського комітету Самарського місцевого управління Російського товариства Червоного Хреста.
Сестра художника — Олена — була лікарем.

### Навчання
Василь Батюшков із золотою медаллю закінчив у Самарі комерційне училище та поїхав у Санкт-Петербург, щоб вивчитися на художника. У 1912—1914 роках він навчався у Петербурзькій академії мистецтв.
Не закінчивши навчання, юнак через туберкульоз легенів переїхав у Москву. Тут у 1914—1916 роках Батюшков продовжив здобувати художню освіту в студії Костянтина Юона. Одночасно він навчався в Московському комерційному інституті, який в роки радянської влади став інститутом імені Георгія Плеханова.

### На флоті
1916 року Батюшкова мобілізували та направили в Одесу. Тут у 1916—1917 роках він навчався в студентській школі прапорщиків. Після закінчення школи Батюшкова залишили при ній помічником курсового офіцера.
В Одесі Батюшков виконував художні роботи, оформлюючи вечори та свята. В одній з одеських газет того часу було опубліковано дуже схвальну статтю про його оформлювальну діяльність.
Улітку 1917 року Батюшкова мали перевести на Чорноморський флот, але через хворобу він змушений був поїхати додому — в Самару, де потрапив у лікарню й пролежав там до 1918 року.
Навесні 1918 року Василь Миколайович поїхав у Москву, де склав іспити за третій курс комерційного інституту та повернувся додому.
Після заняття Самари чехами Батюшкова мобілізували в річкову флотилію, де пізніше призначили командиром міноносця.
Наприкінці літа 1918 року флотилія через річки Каму та Білу відправилася в Сибір. Там Батюшкова списали на берег — і він, разом із сім'єю, поїхав у Владивосток.
У Владивостоці Василь Миколайович працював художником-постановником у Приморському драматичному театрі, де оформив низку постановок. У Примор'ї він брав активну участь у художніх виставках.
Після звільнення Владивостока від японців Батюшков служив у Червоному флоті. Під час цієї служби він ходив на допоміжному крейсері «Олег» у похід для врятування пароплава «Ставрополь» у Цусимській протоці, в тилу в білих. За участь у цій операції Батюшкова відзначили подякою в наказі по флоту. Одночасно з морською службою в нього була ще одна висока та почесна посада — художник флоту.
1923 року, після демобілізації, Василь Миколайович із сім'єю переїхав у Свердловськ, де багато займався економікою.

### Московський період
1927 року, на запрошення професора Володимира Грумм-Гржимайла, Батюшков переїхав у Москву, де його прийняли на роботу в бюро металургійних і теплотехнічних конструкцій Науково-технічного управління Вищої ради народного господарства СРСР. Там Батюшков працював економістом. Одночасно він виконував офорлювальні роботи, укладаючи угоди з організаціями.
1930 року ДПУ заарештувало Василя Миколайовича в справі його родича — уральського інженера Крисова, в якого він жив, коли працював у Свердловську. Завдяки заступництву професора Грумм-Гржимайла та, можливо, Миколи Мешкова, Батюшкова невдовзі звільнили. Він влаштувався на посаду старшого економіста Гідроелектропроєкту, одночасно виконував замовлення на виготовлення ілюстрацій для багатьох технічних журналів.
1933 року Батюшков перейшов на роботу в об'єднання «Всекохудожник», де працював художнім керівником оформлювальної майстерні. Працюючи в цій майстерні, Василь Миколайович брав участь в оформленні робіт для Паризької та Нью-Йоркської виставок.
1938 року став головним художником павільйонів «Сибір», «Узбекистан» Всесоюзної сільськогосподарської виставки (ВСГВ). За роботу на ВСГВ він серед 8 художників отримав Грамоту від Виставкового комітету. Всього ж на ВСГВ працювало близько 2000 художників.
Серед найзначніших тогочасних робіт Батюшкова — участь у створенні панорам і діорами «Штурм Перекопу» (1936). В останній роботі його співавторами були відомі художники Борис Йогансон, Георгій Савицький і Павло Соколов-Скаля.
Наприкінці червня 1941 року, у зв'язку з початком Німецько-радянської війни, ВСГВ було закрито, і Батюшкова перевели на роботу в художню майстерню Московського управління в справах мистецтв.

### На засланні
У грудні 1941 року, у зв'язку з репресіями ряду родичів, на основі Указу від 22 червня 1941 року Василя Миколайовича заарештували та адміністративно вислали в місто Совєтськ Кіровської області. Там він прожив до кінця війни.
У Совєтську Батюшков працював художником промкомбінату та кіно, одночасно викладав малювання в школі. Додатковий заробіток він мав, малюючи портрети з натури. Сеанс зазвичай тривав 1—1,5 години. За час проживання у Совєтську він намалював понад 600 портретів.
1946 року Василь Миколайович переїхав у Кіров. Там він працював у товаристві «Кіровський художник». Невдовзі його запросили художником в обласний театр ляльок.
У театрі Батюшков оформлював спектаклі та вперше в житті став виконувати скульптурні роботи, виготовляючи голови ляльок. Маючи талант до багатьох речей, 1948 року він почав у ляльковому театрі самостійно ставити п'єси як режисер-постановник. Того ж 1948 року газета «Кировская правда» вмістила доброзичливий відгук на його спектакль «Терем-теремок».
1947 та 1949 року Василь Миколайович брав участь у художніх виставках у Кірові.
1949 року, оскільки фінансування обласного лялькового театру зменшили, то штатну посаду художника в ньому скоротили — і Батюшков перейшов на роботу художником-оформлювачем Палацу піонерів. Проте він і далі оформлював спектаклі театру ляльок, але вже на основі договорів.
У березні 1950 року Василь Миколайович перейшов на штатну роботу в товариство «Кіровський художник».
У Кірові Батюшков одружився з Іриною Едуардівною Писарєвою — викладачем дитячої музичної школи (клас роялю), падчерецею українського композитора Віктора Косенка та сестрою Раїси Канеп-Косенко, яка згодом стала берегинею Музей-квартири Віктора Косенка.
За довідкою Управління Міністерства державної безпеки по Кіровській області від 26 вересня 1951 року Василя Миколайовича звільнили від відбування заслання. В жовтні 1954 року він із сім'єю переїхав у Київ, де проживала його теща Ангеліна Володимирівна Косенко.

### Київський період
Від 1954 року в Києві Батюшков оформлював павільйони на Виставці досягнень народного господарства УРСР, від 1956 року був головним художником павільйонів, згодом — сільськогосподарської частини виставки.
Батюшков брав участь у діяльності Меморіального музею Віктора Косенка.
Спілка художників України кілька разів робила подання на відзначення Василя Миколайовича урядовими нагородами, але щоразу КДБ України відхиляв ці подання.
Працював художник у галузях оформлювального та театрального-декоративного мистецтва, станкового акварельного живопису. Учасник художніх виставок. Персональні виставки відбулися в Києві (1973, 1980) та Москві (1974).
Помер, не доживши одного дня до 87 років. Поховали Батюшкова в Києві на Байковому кладовищі.
Донька художника — Ірина Василівна Батюшкова — стала геологом, кандидатом геолого-мінералогічних наук. Тривалий час працювала в Інституті історії природознавства та техніки Академії наук СРСР. Автор понад 80 наукових робіт і чотирьох монографічних досліджень з історії геології. Член-кореспондент Міжнародної колегії з історії геології.

## Творчість
Мистецтвознавець Тамара Придатко, яка присвятила Батюшкову та його творчості кілька публікацій, дала таку сконцентровану характеристику митцеві:
| «Роботи Батюшкова вирізняються простотою та справжнім артистизмом. Акварелі прикметні майстерно віднайденими поєднаннями кольорів у правильному співвідношенні, точністю, легкістю та вправністю пензля; сповнені ритму, що відчувається і в музикальному русі ліній, і в зміні кольору світла. У портретах Батюшков відтворював не лише схожість, а й психічний стан людини, її вдачу; кількома штрихами вмів передати настрій, характерну рису зовнішності (променисті очі в «Жіночому портреті», 1973)». |
Працюючи над циклом «Пам'ятні місця поета Костянтина Батюшкова», 1972 року Василь Батюшков відобразив в акварелях Кам'янець-Подільський (у цьому місті Костянтин Батюшков перебував на військовій службі в липні — грудні 1915 року). 1973 року в Ратуші Кам'янця-Подільського відбулася виставка акварелей Василя Батюшкова. 1982 року, вже після смерті художника, його родичі велику кількість акварелей передали до Кам'янець-Подільського історичного музею-заповідника.

### Твори
- Художнє оформлення музеїв:
  - Лесі Українки в Києві (1962),
  - Марії Заньковецької в Києві (1962),
  - Тараса Шевченка в Каневі (1964).
- Живописні цикли:
  - «Київ» (1965—1972),
  - «Хоста» (1967),
  - «Седнів» (1970),
  - «Паланга» (1970),
  - «Пам'ятні місця поета Костянтина Батюшкова» (1972—1973).
- Портрети:
  - «Художниця Кіра Масумова» (1967),
  - «Автопортрет» (1967),
  - «Портрет Р. Немировського» (1973).

### Статті в енциклопедіях і довідниках
- Українські радянські художники : довідник / відпов. ред. І. І. Верба. — Київ : Мистецтво, 1972. — С. 30.
- Словник художників України / відпов. ред. М. П. Бажан. — Київ : Головна редакція Української радянської енциклопедії, 1973. — С. 18.
- Батюшков Василь Миколайович // Митці України : Енциклопедичний довідник. / упоряд. : М. Г. Лабінський, В. С. Мурза ; за ред. А. В. Кудрицького. — Київ : «Українська енциклопедія» імені М. П. Бажана, 1992. — С. 52 . — ISBN 5-88500-042-5.
- Батюшков Василь Миколайович // Мистецтво України : Біографічний довідник. / упоряд.: А. В. Кудрицький, М. Г. Лабінський ; за ред. А. В. Кудрицького. — Київ : «Українська енциклопедія» імені М. П. Бажана, 1997. — С. 46 . — ISBN 5-88500-071-9.
- Проценко Л. А. Київський некрополь : путівник-довідник / Людмила Проценко. — К. : Український письменник, 1994. — С. 170.
- Придатко Т. О. Батюшков Василь Миколайович // Енциклопедія сучасної України / ред. кол.: І. М. Дзюба [та ін.] ; НАН України, НТШ, Коорд. бюро Енцикл. Сучас. України НАН України. — К. : Поліграфкнига, 2003. — Т. 2 : Б — Біо. — 872 с. — ISBN 966-02-2681-0. — С. 317.

### Каталоги й альбоми
- В. Батюшков: Каталог. — К., 1973.
- Василий Николаевич Батюшков: Каталог выставки. — Москва, 1974.
- Василь Батюшков: Альбом. — К.: Мистецтво, 1977.

### Статті в журналах і газетах
- Придатко Т. Акварелі Василя Батюшкова // Образотворче мистецтво. — 1973. — № 3.
- Козлова Н. Виставка акварелей // Прапор Жовтня (Кам'янець-Подільський). — 1973. — 4 вересня. — С. 4.
- Суслова Н. Правнук поета // Прапор Жовтня (Кам'янець-Подільський). — 1987. — 23 травня. — С. 4.
- Василий Батюшков: «То, что дается сердцем, — не повторить в копии»: [Рассказ художника / Запись и публикация В. Г. Трилиса; Предисловие Р. Канэпа][недоступне посилання] // Правда Украины. — 1990. — 14 ноября.
- Андрейченко Инна. Под белой розой — портрет известного советского акварелиста Василия Николаевича Батюшкова // Киевские новости. — 1999. — 26 июня.[недоступне посилання з червня 2019]